# Peacock (film)
Peacock è un film statunitense del 2010 diretto da Michael Lander e interpretato da Cillian Murphy, Ellen Page e Susan Sarandon. È stato l'ultimo film della montatrice Sally Menke.

## Trama
John Skillpa, un tranquillo impiegato di banca che vive da solo nella piccola Peacock, Nebraska, preferisce avere una vita invisibile in modo da poter nascondere il suo segreto: ha un Disturbo Dissociativo dell'Identità, risultato di un trauma avuto da piccolo a causa degli abusi della madre. Il suo alter ego è una donna, Emma, che ogni mattina svolge i consueti lavori domestici di pulizia e gli prepara la colazione. Un giorno, mentre sta stendendo la biancheria nel giardino esterno nei panni di Emma, il vagone di coda di un treno merci deraglia e finisce nel giardino di John/Emma. Quando i suoi vicini accorrono sulla scena, Emma entra in casa, mettendo la seconda vita di John sotto i riflettori costringendolo a dire che Emma è sua moglie e che si sono sposati in segreto.
John/Emma deve mantenere il segreto quando è in pubblico facendo credere che lui ed il suo alter ego siano marito e moglie.
Il sindaco della città Ray Crill, assieme alla moglie Fanny, va a trovare John per convincerlo ad accogliere nel suo giardino una manifestazione politica a supporto del candidato per le elezioni a senatore. John è riluttante ma Emma acconsente. Fanny convince Emma ad accogliere la manifestazione per poter ottenere fondi per la sua organizzazione. Lei acconsente ma, il giorno dopo, John ha un crollo mentale al lavoro quando incontra i Crill. John è spaventato, i due devono essere presenti alla cerimonia e risulta essere un chiaro problema che potrebbe rivelare la sua doppia identità. Lui telefona all'impresa ferroviaria e chiede di rimuovere il treno immediatamente, per poter evitare il confronto.
Una notte una giovane madre, Maggie, appare a casa di John, cercandolo. Ha ricevuto un assegno dalla madre di John, morta un anno prima, per mantenere lei e suo figlio Jake di due anni. Maggie con il figlio vuole andare via dalla città alla ricerca di nuove opportunità, ma non è capace di procurarsi i soldi per farlo. È andata a casa di John per chiedere dei soldi, ma lui sale le scale e diventa Emma. Non conoscendo Emma, Maggie si sente male ed Emma la accompagna a casa. Qui si scopre che Jake è, di fatto, Jake Skillpa, il figlio di John e Maggie. Emma suggerisce a Maggie di spostarsi nella casa per donne di Fanny, ma lei si rifiuta, dicendo che le donne lì sono "senza ambizione".
John va a trovare Maggie, acconsente ad accompagnarla a Madison e le dà $1000, i propri risparmi. Emma offre a Maggie un lavoro in banca, per poterla trattenere a Peacock. John chiede a Maggie di incontrarlo al motel cittadino alle 11 di sera per prendere i soldi. Emma seduce un uomo al bar quella notte e lo conduce nella stanza del motel che John ha prenotato. Lo colpisce fino a farlo svenire, lo mette sul letto e dà fuoco al motel poco prima che Maggie arrivi per vedere John. Emma, andata via da molto, sparge la voce della "morte" di suo "marito".
Quando la manifestazione ha luogo, Emma si chiude in casa, ignorando i partecipanti, in compagnia del piccolo Jake. Accorgendosi di correre il rischio di avere per il bambino le stesse ossessioni subite dalla madre, raggiunge Maggie, dandole i soldi per fuggire da Peacock, ormai non più sicura. Il film finisce con Maggie che tiene Jake in braccio mentre scendono le scale del porticato, con Jake che scuote un giocattolo di John che Emma gli ha dato ed Emma che si chiude in casa.

## Cast
- Cillian Murphy è John/Emma Skillpa, un "riservato, timido e non classificabile impiegato di banca" che conduce una doppia vita come Emma, il suo alter ego femminile. Riguardo al ruolo l'attore ha detto "Peacock mi ha sconvolto dall'inizio alla fine. Offre un'incredibile sfida per un attore - non ho potuto rifiutare".
- Ellen Page è Maggie Bailey, una giovane madre in difficoltà che ha la chiave del passato di John e avvia una battaglia fra le personalità. Page ha commentato "È uno delle sceneggiature più audaci che io abbia mai ottenuto nel corso della mia breve carriera; è un personaggio e una storia in cui sono riuscita a immedesimarmi ed esattamente il tipo di film di cui mi piace essere parte".
- Susan Sarandon è Fanny Crill, la moglie del sindaco di Peacock, che ha anche una casa per donne, Sarandon ha detto che Peacock è "molto strano - quasi minaccioso."
- Bill Pullman è Edmund French, il capo di John. Pullman ha descritto Peacock come "un copione molto strano", spiegando che il suo ruolo "è un altro personaggio che nasconde il fatto che è più vicino [a Skillpa]. È una parte insolita per me".
- Josh Lucas è Tom McGonigle, un poliziotto locale e la persona più simile ad un amico che John ha.
- Keith Carradine è il Sindaco Ray Crill.
- Paul Cram è Kenny, un commesso del negozio locale.

## Produzione e riprese
Alcuni casting per gli extra e i ruoli minori della pellicola sono stati fatti a Des Moines, Iowa, ad aprile 2008.
Nonostante sia ambientato in una piccola città del Nebraska, Peacock è stato filmato in Iowa. Le riprese sono iniziate il 6 maggio 2008 a Odebolt, nella Contea di Sac, mentre Greenfield e la Contea di Adair sono stati usati per diversi giorni per riprese nella piazza di Greenfield e nella E. E. Warren Opera House. Il programma delle riprese includeva una tappa a Boone, Iowa il 5 giugno 2008 ma, a causa delle condizioni del tempo, la Cornfield Productions fu costretta a ritardare le riprese nei giorni successivi concludendo il 9 giugno.
La ripresa del deragliamento del treno è stata fatta utilizzando binari locali; il line producer Brian Bell ha spiegato che questa particolare scena è stata realizzata con effetti visivi al computer, e che il treno sarebbe stato modificato digitalmente per far sembrare che stesse passando attraverso il giardino del protagonista, anche se non era fisicamente lì. Ci vollero quattro ore per completare le riprese della suddetta scena, che durano dai 10 ai 15 secondi nel film.